# Maria Kalyuzhnaya
Maria Vasilyevna Kalyuzhnaya (en ruso: Мария Васильевна Калюжная; 1864-7 de noviembre de 1889) fue una revolucionaria naródnik ucraniana. Fue arrestada en 1882 por su participación en las operaciones de la imprenta de Naródnaya Volia, y nuevamente en 1884 por intentar asesinar a un gendarme. Se suicidó envenenándose en la Kara katorga, en protesta contra los abusos de las autoridades penitenciarias hacia las mujeres encarceladas.

## Biografía
Maria Vasilyevna Kalyuzhnaya nació en 1864, en Lebedyn, una ciudad de la gobernación de Járkov del Imperio ruso. Era hija de un comerciante y hermana menor de Ivan Kalyuzhny. Estudió en escuelas de mujeres en Járkov y Romny, y se graduó en 1880.
Se unió a los naródnik y fue arrestada en Odesa en 1882, acusada de imprimir literatura subversiva para Naródnaya Volia. La administración militar la envió a vivir bajo arresto domiciliario con su madre en Ojtirka, pero logró escapar. El 8 de agosto de 1884 intentó asesinar a un coronel de la gendarmería. Fue detenida, juzgada por un tribunal militar el 29 de agosto y condenada a 20 años de prisión.
Fue encarcelada en Kara katorga, en el Óblast de Transbaikalia. Cuando la prisionera revolucionaria Nadezhda Sigida fue transferida a un régimen de castigo por abofetear a un oficial de gendarme, Kalyuzhnaya, junto con Maria Kovalevska y Nadia Smyrnytska, iniciaron una huelga de hambre durante dos semanas, exigiendo que se permitiera a Sigida verlos. Las mujeres fueron golpeadas y torturadas por su desafío. En noviembre de 1889, Kalyuzhnaya se suicidó envenenándose junto con Sigida, Kovalevska y Smyrnytska, en protesta contra el abuso de las mujeres por parte de las autoridades penitenciarias. Después de enterarse de esto, su hermano Iván también se suicidó envenenándose.